# Calamochrous pentasaris
Calamochrous pentasaris là một loài bướm đêm trong họ Crambidae.